# Kamienica (góra)
Kamienica (niem. Kemnitzberg, 973 m n.p.m.) – najwyższy szczyt Grzbietu Kamienickiego Gór Izerskich w Sudetach Zachodnich.
Położona jest w środkowej części Grzbietu Kamienickiego. Odchodzą od niej trzy ramiona. Na północny zachód odchodzi ramię z Dłużcem, Wysoką i zakończone Sępią Górą nad Świeradowem-Zdrojem. Na północ odchodzi najkrótsze ramię z Kowalówką, Tłoczyną i Hucianką oraz Świerczkiem. Ku południowemu wschodowi odchodzi najdłuższe ramię, skręcające później na wschód, z Piaszczystą, Jastrzębcem, Gaikiem, Kopaniem, Kozią Szyją, Wrzosówką i Ciemniakiem.
Zbudowana jest z gnejsów należących do metamorfiku izerskiego.
Cały masyw jest zalesiony.

## Turystyka
Na południe i zachód od szczytu przechodzą szlaki turystyczne:
- niebieski - szlak z Świeradowa przez Sępią Górę na Rozdroże Izerskie, Jastrzębiec, Zimną Przełęcz, Bobrowe Skały, do Rybnicy i dalej
- żółty - szlak z Przecznicy na Rozdroże Izerskie i dalej